# العلاقات الإندونيسية التوفالية
العلاقات الإندونيسية التوفالية هي العلاقات الثنائية التي تجمع بين إندونيسيا وتوفالو.

## مقارنة بين البلدين
هذه مقارنة عامة ومرجعية للدولتين:
| وجه المقارنة                                              | إندونيسيا         | توفالو                         |
| --------------------------------------------------------- | ----------------- | ------------------------------ |
| المساحة (كم2)                                             | 1.90 مليون        | 26                             |
| عدد السكان (نسمة)                                         | 263.99 مليون      | 11.19 ألف                      |
| الكثافة السكانية (ن./كم²)                                 | 138.94            | 43.04 ألف                      |
| العاصمة                                                   | جاكرتا            | فونافوتي                       |
| اللغة الرسمية                                             | اللغة الإندونيسية | اللغة التوفالوية، لغة إنجليزية |
| العملة                                                    | روبية إندونيسية   | دولار توفالو                   |
| الناتج المحلي الإجمالي (بليون دولار)                      | 1.02 تريليون      | 39.73 مليون                    |
| الناتج المحلي الإجمالي (تعادل القوة الشرائية) بليون دولار | 2.85 تريليون      | 38.93 مليون                    |
| الناتج المحلي الإجمالي الاسمي للفرد دولار أمريكي          | 3.35 ألف          | 3.29 ألف                       |
| الناتج المحلي الإجمالي للفرد دولار أمريكي                 | 10.52 ألف         | 3.77 ألف                       |
| مؤشر التنمية البشرية                                      | 0.684             |                                |
| رمز المكالمات الدولي                                      | +62               | +688                           |
| رمز الإنترنت                                              | .id               | .tv                            |
| المنطقة الزمنية                                           |                   | ت ع م+12:00                    |

## منظمات دولية مشتركة
يشترك البلدان في عضوية مجموعة من المنظمات الدولية، منها:
| علم المنظمة | اسم المنظمة                   | تاريخ انضمام إندونيسيا | تاريخ انضمام توفالو |
| ----------- | ----------------------------- | ---------------------- | ------------------- |
|             | بنك التنمية الآسيوي           | 1966                   | 1993                |
|             | مؤسسة التنمية الدولية         | 20 أغسطس 1968          | 24 يونيو 2010       |
|             | يونسكو                        | 27 مايو 1950           | 21 أكتوبر 1991      |
|             | الأمم المتحدة                 | 28 سبتمبر 1950         | 5 سبتمبر 2000       |
|             | الاتحاد البريدي العالمي       | ?                      | ?                   |
|             | البنك الدولي للإنشاء والتعمير | 13 أبريل 1967          | 24 يونيو 2010       |
|             | الاتحاد الدولي للاتصالات      | 1949                   | 15 أغسطس 1996       |
|             | منظمة حظر الأسلحة الكيميائية  | ?                      | ?                   |

## وصلات خارجية
- موقع وزارة الخارجية الإندونيسية